# 愛知県道350号北一色東広瀬線
愛知県道350号北一色東広瀬線（あいちけんどう350ごう きたいしきひがしひろせせん）は、愛知県豊田市内を走る愛知県の一般県道である。

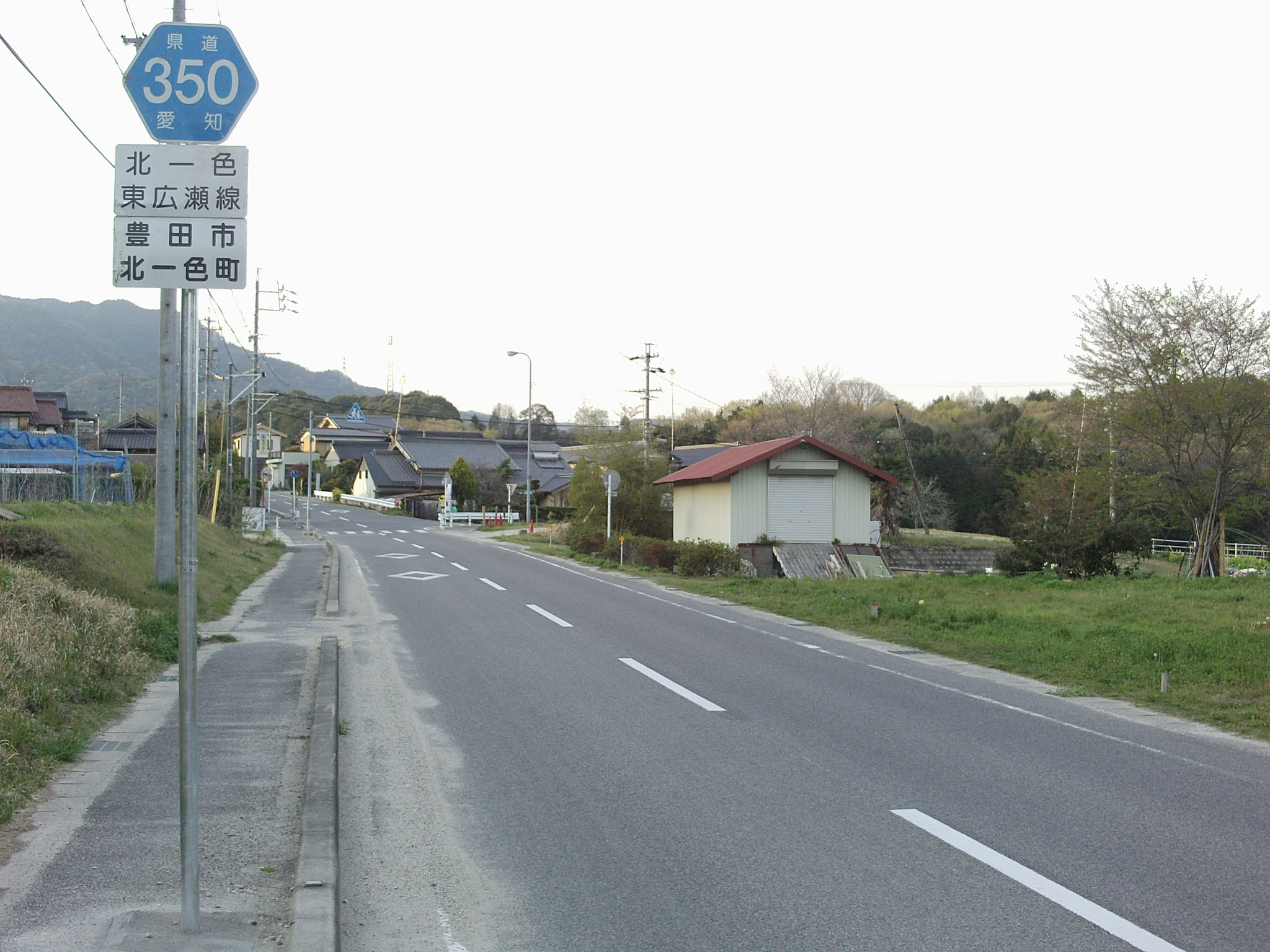
北一色町（起点地域。この辺りは道幅が広い。）

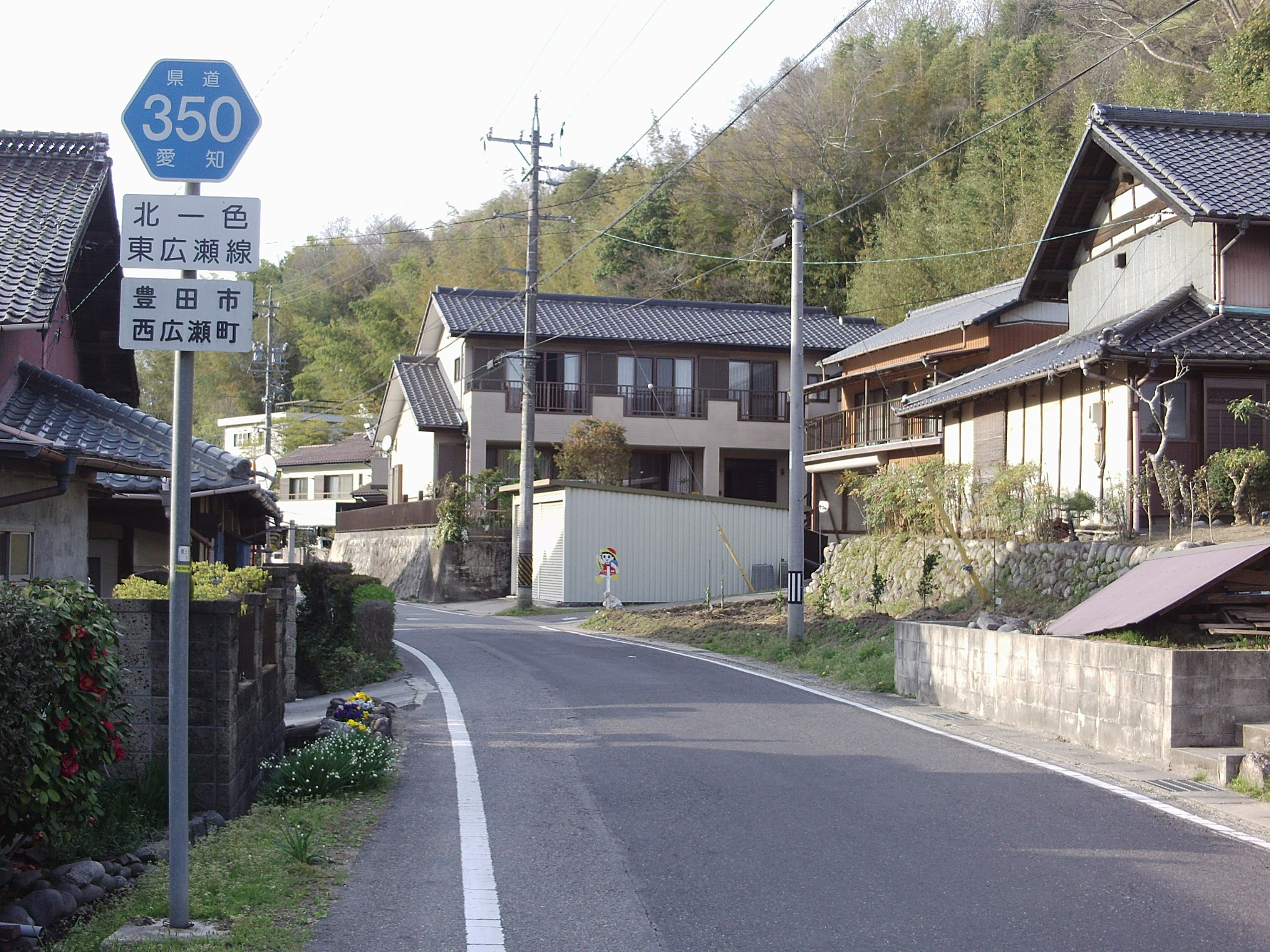
西広瀬町（終点方面。東広瀬町のすぐ北側。）

## 概要

### 路線データ
- 起点：豊田市折平町（愛知県道33号瀬戸設楽線交点）
- 終点：豊田市東広瀬町（愛知県道355号島崎豊田線交点）

## 沿革
- 1959年12月15日：一般県道北一色三河広瀬停車場線として認定。
- 2007年4月1日：一般県道北一色東広瀬線に改称。

## 重複区間
- 国道419号（豊田市迫町・藤岡飯野町間）

## 地理
- 名前は北一色東広瀬線であるが、起点は北一色町の少し手前の折平町になっている。また、終点は名鉄三河線猿投・西中金間の廃止によって、三河広瀬停車場から豊田市東広瀬町に変更となった。
- 北一色町から国道419号までの区間には幅員が狭い、いわゆる険道区間がある。
- 国道419号から終点までは飯野川に沿うように道路が進んでおり、かなり曲がりくねっているため、通行時は注意したい。

### 通過する自治体
- 愛知県
  - 豊田市

### 主な接続路線
- 国道419号
- 愛知県道11号豊田明智線
- 愛知県道33号瀬戸設楽線
- 愛知県道355号島崎豊田線

## 周辺
- 豊田市役所 藤岡支所
- 飯野川
- 豊田市立西広瀬小学校
- 名鉄三河線三河広瀬駅跡